# كود وارز
كود وارز (بالإنجليزية: Codewars)‏ هي عبارة عن نظام أساسي يساعدك على تعلم مهارات الترميز وتدريبها وتحسينها من خلال حل مهام البرمجة من العديد من الأنواع ومستويات الصعوبة. أنت تختار كيف تريد أن تتعلم. وهي عبارة عن منصة لمطوري البرامج حيث يمكن للأشخاص حل ألغاز البرمجة المعروفة أيضًا باسم «كاتا». تم تقديم المصطلح إلى عالم تطوير البرمجيات في عام 1999 من قبل ديف توماس، المؤلف المشارك لكتاب «المبرمج البراغماتي» - أحد أكثر الكتب شهرة في الصناعة. الهدف من برمجة الكاتاس هو مساعدة المبرمجين على صقل مهاراتهم من خلال الممارسة والتكرار، على غرار الكاتا في فنون الدفاع عن النفس.
تتطلب ممارسة الكاتا بالطبع بعض وقت الفراغ وأن تكون منهجيًا، ولكنها من ناحية أخرى مجزية وممتعة حقًا.

## تاريخ
أسس المشروع ناثان دكتور وجيك هوفنر في نوفمبر 2012، وبدأ المشروع مبدئيًا في مسابقة استارت أب وييكإند في ذلك العام، حيث تم تصميمه. تم منحها المركز الأول في تلك المسابقة، مما جذب انتباه المهندسين واهتمام التمويل من اثنين من الحكام بايج كريج مستثمر يمثل ملاك وبريان لي يمثل رجل أعمال.
بعد إنشاء أول تكرار للإنتاج للمنصة، تم إطلاقه إلى مجتمع أخبار الهاكر، وحظي باهتمام كبير لتنسيق التحدي الخاص به واشترك في ما يقرب من 10000 مستخدم خلال عطلة نهاية الأسبوع تلك.

## لغات البرمجة التي يدعمها موقع كود وارز
لغة البرمجة هي مفردات ومجموعة من القواعد لإرشاد الكمبيوتر أو جهاز الحوسبة لأداء مهام محددة، يُشير مصطلح لغة البرمجة عادةً إلى لغات عالية المستوى. تحتوي كل لغة برمجة على مجموعة فريدة من الكلمات الرئيسية التي يفهمها الكمبيوتر، كما تحتوي على طريقة معينة من بناء الجمل الخاصة لتنظيم إرشادات البرنامج، تقع فوق اللغات عالية المستوى لغات تسمى لغات الجيل الرابع (عادةً ما يتم اختصارها بـ 4GL)، وهي تمثل فئة لغات الكمبيوتر الأقرب إلى اللغات البشرية، إن موقع كود وارز يوفر دعماً لبعض اللغات مثل جافا سكريبت، روبي أو بايثون وغيرها من لغات البرمجة مع وعود بإضافة لغات برمجة جديدة. ويجب تسجيل حساب مجاني قبل البدء في استخدام نظام التعليم داخله. ومن بين لغات البرمجة الشهيرة والأوسع استخداماً والأكثر انتشاراً والموجودة على موقع Code Wars:
1- جافا سكريبت
يبدو من المستحيل أن تكون مطور برامج هذه الأيام دون استخدام جافا سكريبت، فمن المستحيل تخيل تطوير البرامج بدون جافا سكريبت، تلعب هذه اللغة دوراً أساسياً في تطوير الواجهات الأمامية، حتى بعض منصات الوسائط الاجتماعية الرئيسية تعتقد أن جافا سكريبت يوفر طريقة سهلة لإنشاء صفحات ويب تفاعلية بسلاسة.
2- بايثون
هي إحدى لغات البرمجة للأغراض العامة سهلة الاستخدام، يكون بناء جملة بايثون واضحاً وبديهياً ويشبه اللغة الإنجليزية تقريباً، تدعم بايثون أسلوب برمجة يستخدم وظائف ومتغيرات بسيطة، مما يجعلها شائعة للغاية في مجالات مثل الحوسبة العلمية والتعلم الآلي والهندسة.
3- جافا
كانت جافا هي لغة البرمجة الحاكمة على مدار نحو العشرين عاماً، وتشكل جافا قاعدة نظام التشغيل أندرويد.
4- سي C
قدمت لغة البرمجة C مساهمة قوية في عالم البرمجة، وكانت هي اللغة الأم لحفنة من اللغات الأخرى، بما في ذلك جافا وسي-الكائنية.
حتى هذه الأيام كلما دعت الحاجة إلى إنشاء تطبيقات عالية الأداء تظل لغة البرمجة C هي الخيار الأكثر شعبية، يعتمد نظام التشغيل Linux على لغة البرمجة C.
5- سويفت
تتميز سويفت بسلاسة استخدامها، وهي لغة برمجة متعددة الأغراض مفتوحة المصدر تم تطويرها بواسطة شركة أبل. إذا كنت تبحث عن تطوير لتطبيقات آي أو إس أو أنظمة تشغيل ماكينتوش الأصلية، فستكون بحاجة إلى سويفت لتطويرها، صُممت سويفت لتكون صديقة للمبتدئين، فهي أسرع وأكثر أماناً وأسهل في القراءة والتصحيح.